# أرطاوي الحماميد (الدوادمي)
أرطاوي الحماميد، هي قرية من فئة (ب) تقع في محافظة الدوادمي، والتابعة لمنطقة الرياض في السعودية. وتبعد أرطاوي الحماميد عن محافظة الدوادمي بمسافة تقارب (125) كم.